# 东汾五帝庙
东汾五帝庙，位于中国福建省莆田市城厢区灵川镇东进村，唐代始建，清康熙三十八年（1699年）重建，主祀五方之神，即青、赤、白、黑、黄五色五帝。占地面积4636平方米。由大埕、故事亭、中殿、正殿等组成。正殿悬山顶，面阔三间加左右平房，明间抬梁式木构架，为清初原构。神龛及雀替、驼峰等构件，均为精美的漆金木雕。在福建、台湾及南洋等地有诸多分灵。2005年5月11日公布为第六批福建省文物保护单位。